# Варваринцы
Варваринцы (укр. Варваринці) — село в Микулинецкой поселковой общине Тернопольском районе Тернопольской области Украины.
До 2020 года входило в Теребовлянский район.
Население по переписи 2001 года составляло 1357 человек. Занимает площадь 2,318 км². Почтовый индекс — 48126.

## Известные люди
В селе родился Паращук, Михаил Иванович (1878—1963) — болгарский скульптор.